# Lenda negra

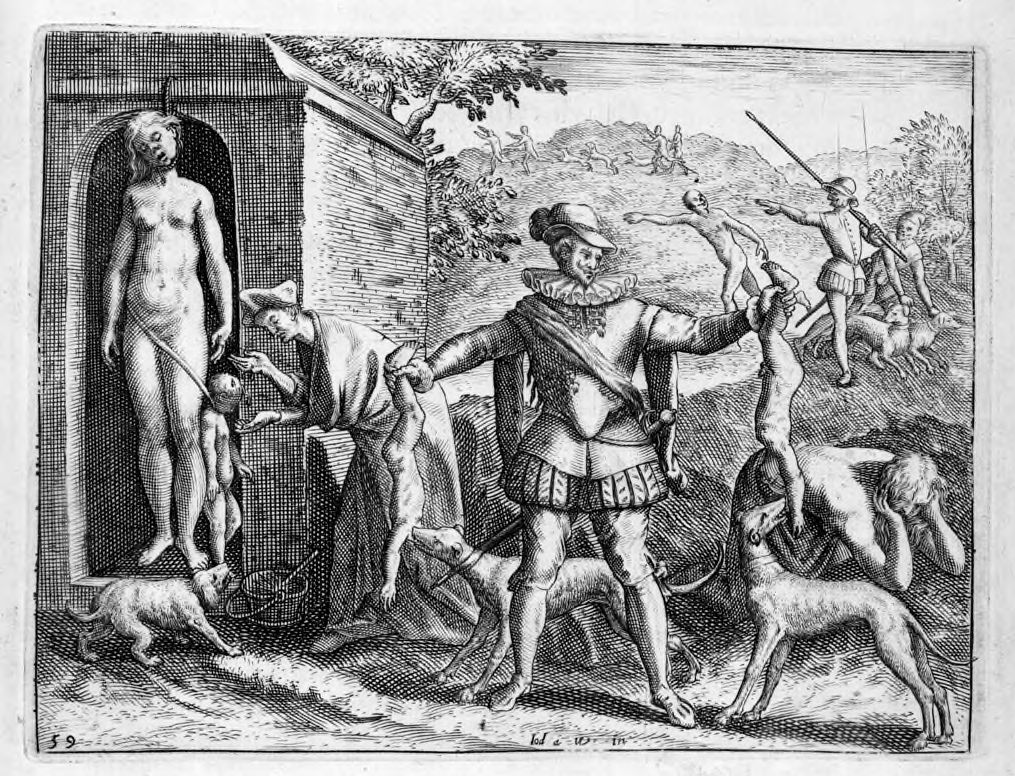
Uma gravura de propaganda de 1598, de Theodor de Bry, supostamente retratando um espanhol alimentando seus cães com crianças indígenas. As obras de De Bry são características da propaganda antiespanhola que se originou como resultado da Guerra dos Oitenta Anos.

Uma lenda negra é um fenômeno historiográfico no qual uma tendência sustentada na escrita histórica de relatos preconceituosos e introdução de fatos fabricados, exagerados e/ou descontextualizados é dirigida contra povos, nações ou instituições particulares com a intenção de criar uma imagem distorcida e unicamente desumana, enquanto escondem suas contribuições positivas para a história. O termo foi usado pela primeira vez pelo escritor francês Arthur Lévy em sua obra Napoléon Intime, em 1893, em contraste com a expressão "Lenda Dourada" que esteve em circulação na Europa desde a publicação de um livro com esse nome durante a Idade Média.
O historiador Manuel Fernández Álvarez definiu uma lenda negra como:
"A cuidadosa distorção da história de uma nação, perpetrada por seus inimigos, a fim de melhor combatê-la. E uma distorção tão monstruosa quanto possível, com o objetivo de alcançar um objetivo específico: a desqualificação moral da nação, cuja supremacia deve ser combatida de todas as maneiras possíveis."— Citado no livro de Alfredo Alvar, La Leyenda Negra (1997: 5)
Embora lendas negras possam ser perpetradas contra qualquer nação ou cultura, o termo "A Lenda Negra" passou a referir-se especificamente a "A Lenda Negra Espanhola" (em castelhano:  La leyenda negra), quando não qualificada, a teoria de que a propaganda antipolítica espanhola do século XVI ou anterior, seja sobre a Espanha, o Império Espanhol ou a América Hispânica, foi às vezes "absorvida e convertida em estereótipos amplamente aceitos" que supunham que a Espanha era "exclusivamente maligna". As invenções das principais interpretações acadêmicas da história espanhola, juntamente com seu uso para ocultar ou sanear fatos inconvenientes sobre outras nações, resultaram em uma repetição sistemática de tais distorções e distorções antiespanholas. Exemplos comumente citados incluem a Inquisição Espanhola e a relação entre os colonos espanhóis no Novo Mundo e os povos indígenas das Américas.